# Izabella Wazówna
Izabella Wazówna, szw. Isabella Johansdotter Vasa (ur. 1564 w zamku Gripsholm w Szwecji, zm. 18 stycznia 1566 tamże) – królewna szwedzka. Była pierwszym dzieckiem króla Szwecji Jana III Wazy i Katarzyny Jagiellonki, siostrą króla Polski Zygmunta III Wazy i Anny Wazówny.

## Życiorys i odniesienia w kulturze
Imię Izabella otrzymała na cześć Izabelli Aragońskiej, swojej prababki, matki Bony Sforzy, która była jej babką. Urodziła się latem 1564 w zamku Gripsholm, gdzie król Szwecji Eryk XIV Waza więził jej rodziców. Okoliczności jej narodzin, które miało miejsce w trudnych warunkach więziennych, opisał Marcin Kromer w książce Historyja prawdziwa o przygodzie żałosnej książęcia finlandzkiego Jana i królewny polskiej Katarzyny (1570).

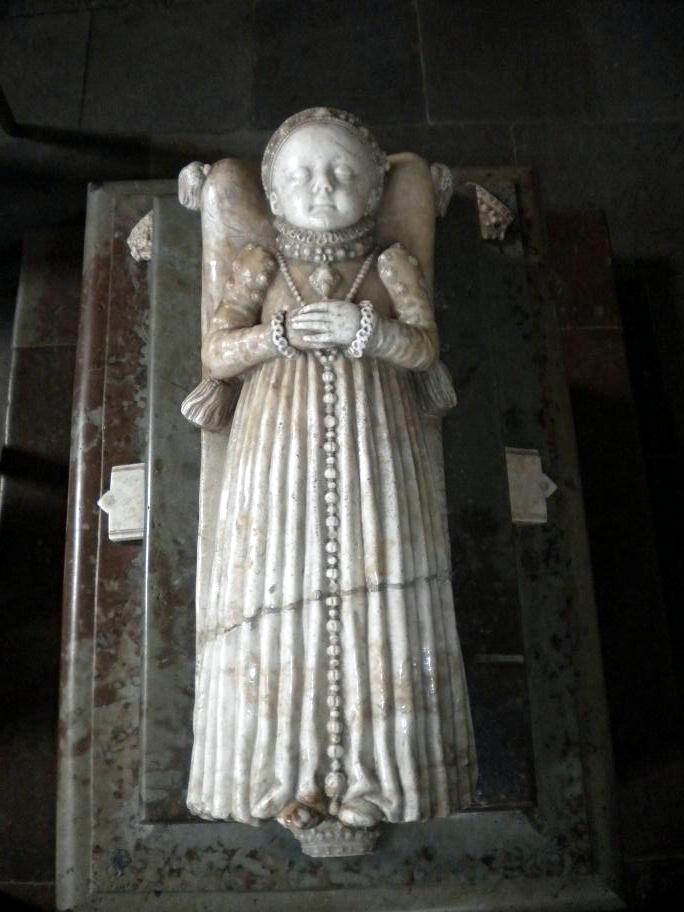
Sarkofag Izabelli Wazówny autorstwa Willem Boy (1580, katedra w Strängnäs)

Zmarła w zamku Gripsholm półtora roku później i została pochowana w katedrze w Strängnäs. Znajduje się tam jej sarkofag dłuta flamandzkiego malarza, rzeźbiarza i architekta Willema Boya z 1580, wykonany z wapienia z Olandii i zwieńczony rzeźbą królewny z alabastru w rzeczywistych rozmiarach. Jest to jedno z najstarszych przedstawień dzieci w Szwecji. Budowę sarkofagu zlecił Jan III Waza po objęciu tronu szwedzkiego.
Renesansowy portret Izabelli Wazówny nieokreślonego malarza z ok. 1566 jest przechowywany w zbiorach Zamku Królewskiego na Wawelu. Królewna, ubrana w bordową suknię ze złotymi dekoracjami, trzyma w lewej ręce białą chustkę, a prawą chwyta naszyjnik z pereł wiszący na szyi. W 1998 obraz ten został przekazany w darze Zamkowi Królewskiemu na Wawelu przez Michała Ksawerego Sapiehę (1930–2013), ostatniego właściciela zamku w Krasiczynie.
O Izabelli Wazównie pisał polski dziennikarz Tadeusz Jabłoński (Paweł Dzianisz) w książce Śródziemnomorze Północy (Gdańsk 2011, rozdział Izabella ze Strängnes). Wątek Izabelli Wazówny pojawia się również w powieści historycznej litewskiej pisarki Ilony Skujaitė Karo nuotaka. Iš nemylimos dukros – į Švedijos karalienę („Narzeczona wojny. Od niekochanej córki do królowej Szwecji”, Wilno 2023), zbeletryzowanej biografii Katarzyny Jagiellonki.
W 2023 Towarzystwo Gustawa Wazy (Gustav Vasaföreningen) i Centrum Kultury w Strängnäs (Kulturhuset Multeum) zorganizowały w Strängnäs we współpracy z Instytutem Polskim w Sztokholmie spektakl pt. Isabella poświęcony Katarzynie Jagiellonce i Izabelli Wazównie, jedno z wydarzeń w ramach obchodów 500-lecia objęcia tronu szwedzkiego przez Gustawa Wazę.